# Balbina Bäbler

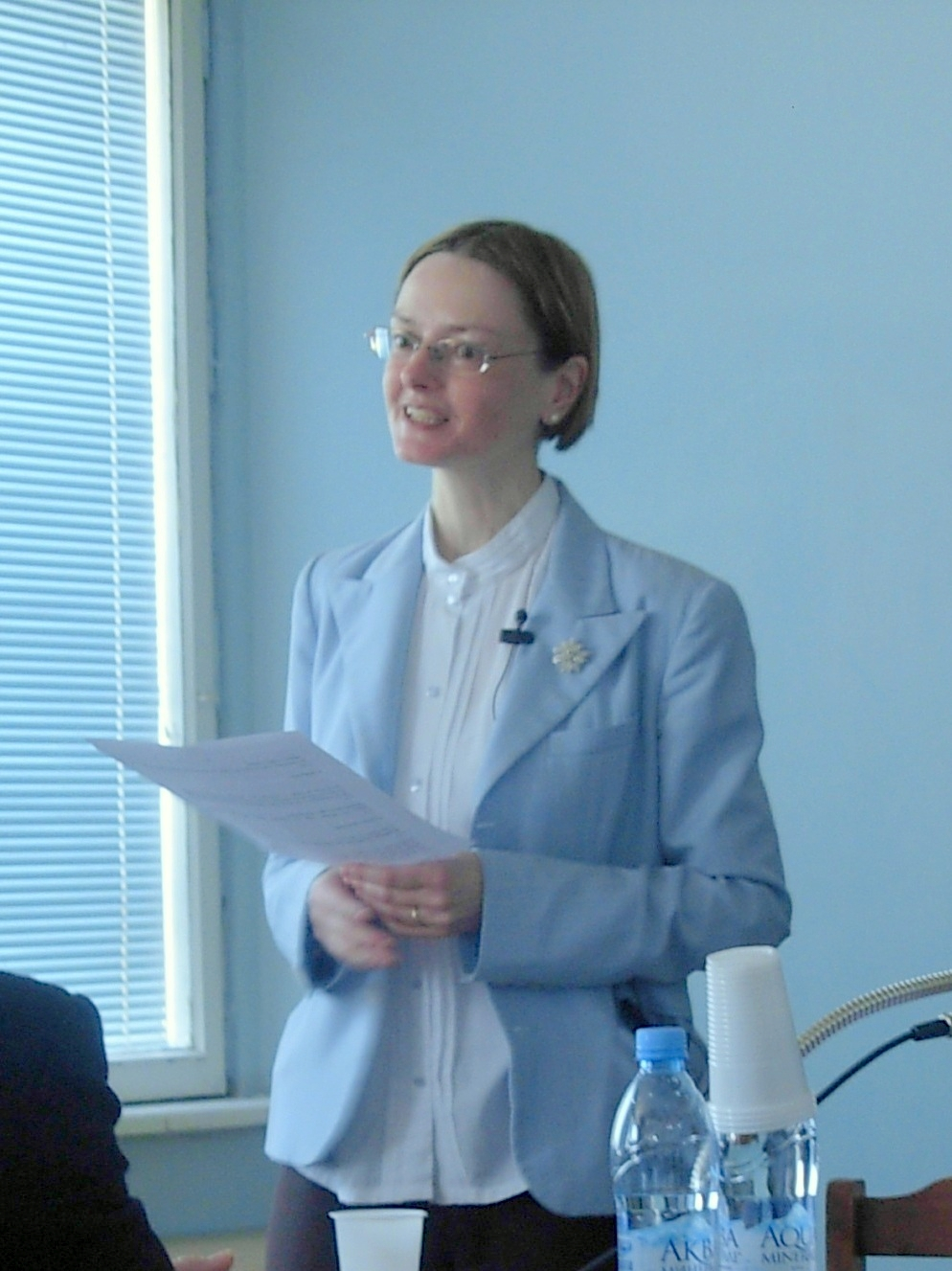
Balbina Bäbler (2013)

Balbina Bäbler Nesselrath (* 7. Mai 1967, heimatberechtigt in Glarus und Matt) ist eine Schweizer Klassische Archäologin.
Bäbler studierte von 1986 bis 1997 in ihrer Heimatstadt Bern sowie der Universität München Klassische Archäologie, Griechisch und Latein. 1997 wurde sie in Bern mit einer Arbeit zum Thema Fleissige Thrakerinnen und wehrhafte Skythen. Nichtgriechen im klassischen Athen und ihre archäologische Hinterlassenschaft promoviert. 1998 wurde sie Assistentin am Institut für Alte Geschichte der Universität Bern, wo sie am Inventar historischer Verkehrswege der Schweiz mitarbeitete und dabei bis zum Jahr 2000 siedlungsrelevante archäologische Funde des schweizerischen Mittellandes aufnahm. 2002/03 war sie Lehrbeauftragte am Althistorischen Seminar der Universität Göttingen, 2005 am Seminar für Klassische Philologie der Universität Hamburg, von 2010 bis 2011 am Althistorischen Seminar der Universität Hannover. Daneben hält sie Lehrveranstaltungen an der Universität Göttingen. Von 2008 bis 2011 war Bäbler Wissenschaftliche Hilfskraft beim SAPERE-Projekt der Akademie der Wissenschaften zu Göttingen. Von 2010 bis 2015 war sie Wissenschaftliche Mitarbeiterin beim Akademie-Projekt Winckelmann-Ausgabe der Akademie der Wissenschaften und der Literatur in Mainz. In den Jahren 2011–2012 war sie parallel dazu Wissenschaftliche Mitarbeiterin am Althistorischen Institut der Universität Hannover. Von 2015 bis 2019 arbeitete sie als Wissenschaftliche Mitarbeiterin beim Sonderforschungsbereich 1136 „Bildung und Religion“ der Universität Göttingen im Teilprojekt A 02: Bildung und Religion in christlichen Bibliotheken der Spätantike.
Die Expertin für archäologische Chronologie und antike Begräbniskultur ist „Honorary Fellow“ an der University of Exeter und derzeit Lehrbeauftragte am Althistorischen Seminar der Georg-August-Universität Göttingen. Seit 2003 ist Bäbler als Gutachterin für die British Academy tätig. Sie ist mit dem Altphilologen Heinz-Günther Nesselrath verheiratet, mit dem sie mehrfach zusammen forschte. Bäbler verfasste mehrere Beiträge für den Neuen Pauly.

## Schriften
- Fleissige Thrakerinnen und wehrhafte Skythen. Nichtgriechen im klassischen Athen und ihre archäologische Hinterlassenschaft (= Beiträge zur Altertumskunde. Band 108). Teubner, Stuttgart/Leipzig 1998, ISBN 3-519-07657-8.
- mit Herausgeberin mit Heinz-Günther Nesselrath: Die Welt des Sokrates von Konstantinopel. Studien zu Politik, Religion und Kultur im späten 4. und frühen 5. Jh. n. Chr. Saur, München/Leipzig 2001, ISBN 3-598-73003-9.
- Archäologie und Chronologie. Eine Einführung. Wissenschaftliche Buchgesellschaft, Darmstadt 2004, ISBN 3-534-15898-9.
- mit Heinz-Günther Nesselrath: Ars et Verba. Die Kunstbeschreibungen des Kallistratos. Einführung, Text, Übersetzung, Anmerkungen, archäologischer Kommentar. Saur, München/Leipzig 2006, ISBN 3-598-73056-X.
- mit Maximilian Forschner, Albert de Jong und Heinz-Günther Nesselrath: Dion von Prusa – Menschliche Gemeinschaft und göttliche Ordnung: Die Borystenes-Rede. Wissenschaftliche Buchgesellschaft, Darmstadt 2011, ISBN 978-3-534-23584-1.
- mit Heinz-Günther Nesselrath: Philostrats Apollonios und seine Welt – Griechische und nichtgriechische Kunst und Religion in der ›Vita Apollonii‹ (= Beiträge zur Altertumskunde. Band 354). Walter de Gruyter, Berlin 2016, ISBN 978-3-11-047764-1.
- „Die Passion zum Studio der Griechen“. Winckelmann als Philologe (= Rezeption der Antike. Band 4). Verlag Antike, Heidelberg 2017, ISBN 978-3-946317-12-8.